# Kastor und Pollux
Il Kastor und Pollux, noto anche come Forum Frankfurt, sono due grattacieli situati nel quartiere di Gallus a Francoforte, in Germania.

## Descrizione
Gli edifici si trovano a Friedrich-Ebert-Anlage, vicino al polo fieristico di Francoforte, tra il Messeturm e la Tower 185. Le torri, costruite tra il 1994 e il 1997, sono state progettata dall'architetto William Pedersen della Kohn Pedersen Fox Associates. Le torri prendono il nome dai dioscuri nella mitologia greca, Castore e Polluce.
La torre più alta, completata nel 1999 e che prende il nome di Pollux, è alta 130 metri e ha 33 piani. L'inquilino principale della struttura è la Commerzbank, che occupa 24 piani. La torre più bassa completata nel 1997 e che prende il nome di Kastor, misura 95 metri e ha 22 piani.